# Gerlang
Gerlang is een bestuurslaag in het regentschap Batang van de provincie Midden-Java, Indonesië. Gerlang telt 3512 inwoners (volkstelling 2010).